# Атацька сільська рада
Ата́цька сільська́ ра́да — адміністративно-територіальна одиниця та орган місцевого самоврядування в Хотинському районі Чернівецької області. Адміністративний центр — село Атаки.

## Загальні відомості
- Населення ради: 638 осіб (станом на 2001 рік)

## Історія
Чернівецька обласна рада рішенням від 7 лютого 2006 року у Хотинському районі уточнила назву Атакської сільради на Атацьку.

## Населені пункти
Сільській раді були підпорядковані населені пункти:
- с. Атаки

## Склад ради
Рада складалася з 14 депутатів та голови.
- Голова ради: Проскурняк Сергій Петрович

### Депутати
За результатами місцевих виборів 2010 року депутатами ради стали:

#### За суб'єктами висування
| Суб'єкт висування      | Кількість обраних депутатів | %    |
| ---------------------- | --------------------------- | ---- |
| Самовисування          | 6                           | 42,9 |
| Партія регіонів        | 5                           | 35,7 |
| Єдиний Центр           | 2                           | 14,3 |
| Партія Зелених України | 1                           | 7,1  |

#### За округами
| № округу               | Прізвище, ім'я, по батькові      | Дата визнання обраним | Освіта  | Партійна приналежність      | Відомості про обраного депутата                |
| ---------------------- | -------------------------------- | --------------------- | ------- | --------------------------- | ---------------------------------------------- |
| Єдиний Центр           |                                  |                       |         |                             |                                                |
| 8                      | Білецький Микола Михайлович      | 31.10.2010            | середня | позапартійний               | ВАТ «Калібр», наладчик                         |
| 12                     | Білецька Валентина Володимирівна | 31.10.2010            | вища    | позапартійна                | Атацька сільська рада, секретар сільської ради |
| Партія Зелених України |                                  |                       |         |                             |                                                |
| 4                      | Єлаш Лідія Георгіївна            | 31.10.2010            | середня | член Партії Зелених України | ХНВК, помічник вихователя                      |
| Партія регіонів        |                                  |                       |         |                             |                                                |
| 1                      | Кушнір Василь Тимофійович        | 31.10.2010            | середня | позапартійний               | пенсіонер                                      |
| 3                      | Грек Марина Миколаївна           | 31.10.2010            | середня | позапартійна                | тимчасово не працює                            |
| 5                      | Боднарюк Іван Дмитрович          | 31.10.2010            | вища    | член Партії регіонів        | «Ласунка плюс», робітник                       |
| 6                      | Маланчук Анатолій Васильович     | 31.10.2010            | середня | член Партії регіонів        | Хотинська РДА, черговий                        |
| 7                      | Бойко Микола Петрович            | 31.10.2010            | середня | позапартійний               | тимчасово не працює                            |
| Самовисування          |                                  |                       |         |                             |                                                |
| 2                      | Олійник Олег Анатолійович        | 31.10.2010            | середня | позапартійний               | «Арго», фрезерувальник                         |
| 9                      | Гарбуз Василь Семенович          | 31.10.2010            | вища    | позапартійний               | пенсіонер                                      |
| 10                     | Сєріков Іван Борисович           | 31.10.2010            | середня | позапартійний               | тимчасово не працює                            |
| 11                     | Калашніков Олександр Вікторович  | 31.10.2010            | вища    | позапартійний               | Райффайзен банк Аваль, головний експерт        |
| 13                     | Чинчик Сергій Васильович         | 31.10.2010            | середня | позапартійний               | ВАТ «Калібр», фрезерувальник                   |
| 14                     | Білецька Вероніка Анатоліївна    | 31.10.2010            | вища    | позапартійна                | АЗС «Лукойл», бухгалтер                        |